# Cantonul Janzé
Cantonul Janzé este un canton din arondismentul Rennes, departamentul Ille-et-Vilaine, regiunea Bretania, Franța.

## Comune
- Amanlis
- Boistrudan
- Brie
- Corps-Nuds
- Janzé (reședință)
- Piré-sur-Seiche